# Lista över olympiska medaljörer i konståkning
Konståkning har varit med i de olympiska spelen sedan 1908. Det har tävlats i sex grenar, varav en, herrarnas specialprogram, har tagits bort.

## Damernas singelåkning

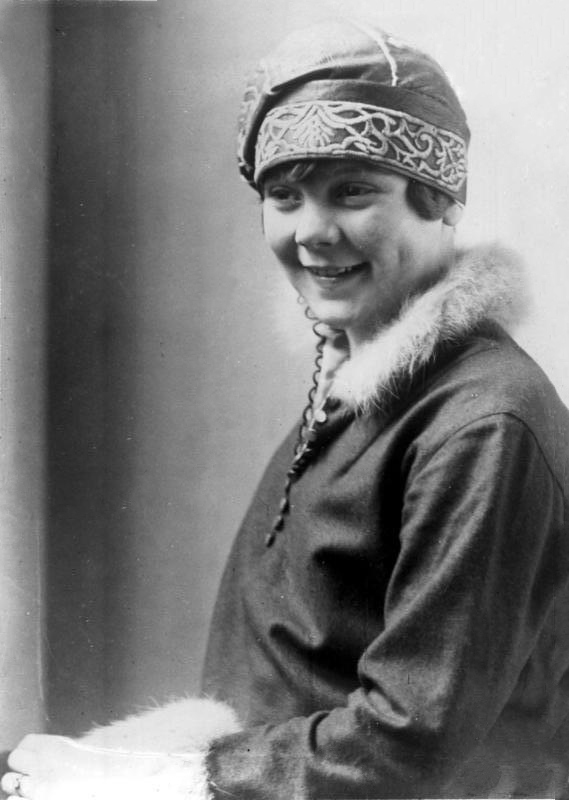
Sonja Henie tog tre raka guld i damernas singelåkning (1928–1936).

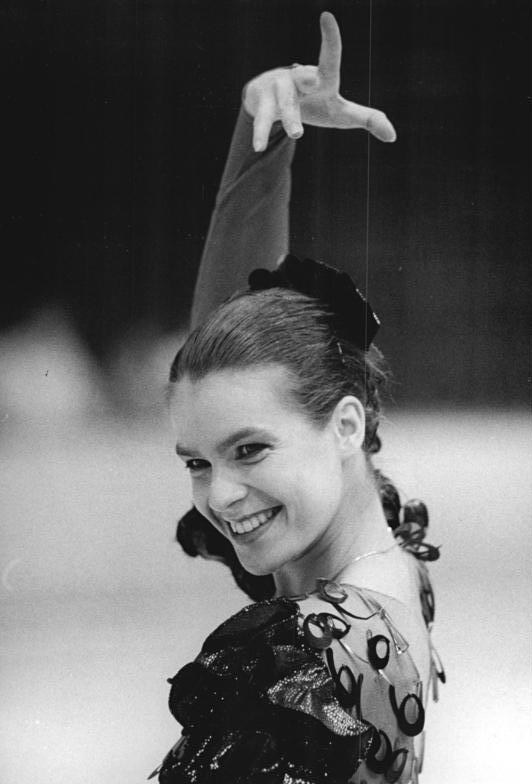
Katarina Witt blev den andra konståkerskan att vinna två guld på raken när hon vann 1988.

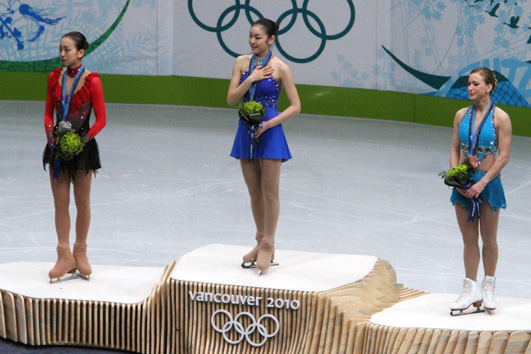
Medaljörerna i damernas singelåkning 2010, från vänster till höger: Mao Asada (silver), Kim Yuna (guld), and Joannie Rochette (brons).

| Spel                                    | Guld                                             | Silver                                                | Brons                                   |
| London 1908 Detaljer...                 | Madge Syers Storbritannien                       | Elsa Rendschmidt Tyskland                             | Dorothy Greenhough-Smith Storbritannien |
| Stockholm 1912                          | ingick ej på det olympiska programmet            | ingick ej på det olympiska programmet                 | ingick ej på det olympiska programmet   |
| Antwerpen 1920 Detaljer...              | Magda Julin Sverige                              | Svea Norén Sverige                                    | Theresa Weld USA                        |
| Chamonix 1924 Detaljer...               | Herma Szabo Österrike                            | Beatrix Loughran USA                                  | Ethel Muckelt Storbritannien            |
| Sankt Moritz 1928 Detaljer...           | Sonja Henie Norge                                | Fritzi Burger Österrike                               | Beatrix Loughran USA                    |
| Lake Placid 1932 Detaljer...            | Sonja Henie Norge                                | Fritzi Burger Österrike                               | Maribel Vinson USA                      |
| Garmisch-Partenkirchen 1936 Detaljer... | Sonja Henie Norge                                | Cecilia Colledge Storbritannien                       | Vivi-Anne Hultén Sverige                |
| Sankt Moritz 1948 Detaljer...           | Barbara Ann Scott Kanada                         | Eva Pawlik Österrike                                  | Jeannette Altwegg Storbritannien        |
| Oslo 1952 Detaljer...                   | Jeannette Altwegg Storbritannien                 | Tenley Albright USA                                   | Jacqueline du Bief Frankrike            |
| Cortina d'Ampezzo 1956 Detaljer...      | Tenley Albright USA                              | Carol Heiss USA                                       | Ingrid Wendl Österrike                  |
| Squaw Valley 1960 Detaljer...           | Carol Heiss USA                                  | Sjoukje Dijkstra Nederländerna                        | Barbara Roles USA                       |
| Innsbruck 1964 Detaljer...              | Sjoukje Dijkstra Nederländerna                   | Regine Heitzer Österrike                              | Petra Burka Kanada                      |
| Grenoble 1968 Detaljer...               | Peggy Fleming USA                                | Gabriele Seyfert Östtyskland                          | Hana Mašková Tjeckoslovakien            |
| Sapporo 1972 Detaljer...                | Beatrix Schuba Österrike                         | Karen Magnussen Kanada                                | Janet Lynn USA                          |
| Innsbruck 1976 Detaljer...              | Dorothy Hamill USA                               | Dianne de Leeuw Nederländerna                         | Christine Errath Östtyskland            |
| Lake Placid 1980 Detaljer...            | Anett Pötzsch Östtyskland                        | Linda Fratianne USA                                   | Dagmar Lurz Västtyskland                |
| Sarajevo 1984 Detaljer...               | Katarina Witt Östtyskland                        | Rosalynn Sumners USA                                  | Kira Ivanova Sovjetunionen              |
| Calgary 1988 Detaljer...                | Katarina Witt Östtyskland                        | Elizabeth Manley Kanada                               | Debi Thomas USA                         |
| Albertville 1992 Detaljer...            | Kristi Yamaguchi USA                             | Midori Ito Japan                                      | Nancy Kerrigan USA                      |
| Lillehammer 1994 Detaljer...            | Oksana Bajul Ukraina                             | Nancy Kerrigan USA                                    | Chen Lu Kina                            |
| Nagano 1998 Detaljer...                 | Tara Lipinski USA                                | Michelle Kwan USA                                     | Chen Lu Kina                            |
| Salt Lake City 2002 Detaljer...         | Sarah Hughes USA                                 | Irina Slutskaja Ryssland                              | Michelle Kwan USA                       |
| Turin 2006 Detaljer...                  | Shizuka Arakawa Japan                            | Sasha Cohen USA                                       | Irina Slutskaja Ryssland                |
| Vancouver 2010 Detaljer...              | Kim Yuna Sydkorea                                | Mao Asada Japan                                       | Joannie Rochette Kanada                 |
| Sotji 2014 Detaljer...                  | Adelina Sotnikova Ryssland                       | Kim Yuna Sydkorea                                     | Carolina Kostner Italien                |
| Pyeongchang 2018 Detaljer...            | Alina Zagitova Olympiska idrottare från Ryssland | Jevgenija Medvedeva Olympiska idrottare från Ryssland | Kaetlyn Osmond Kanada                   |
| Peking 2022 Detaljer...                 | Anna Sjtjerbakova ROC                            | Aleksandra Trusova ROC                                | Kaori Sakamoto Japan                    |

## Herrarnas singelåkning

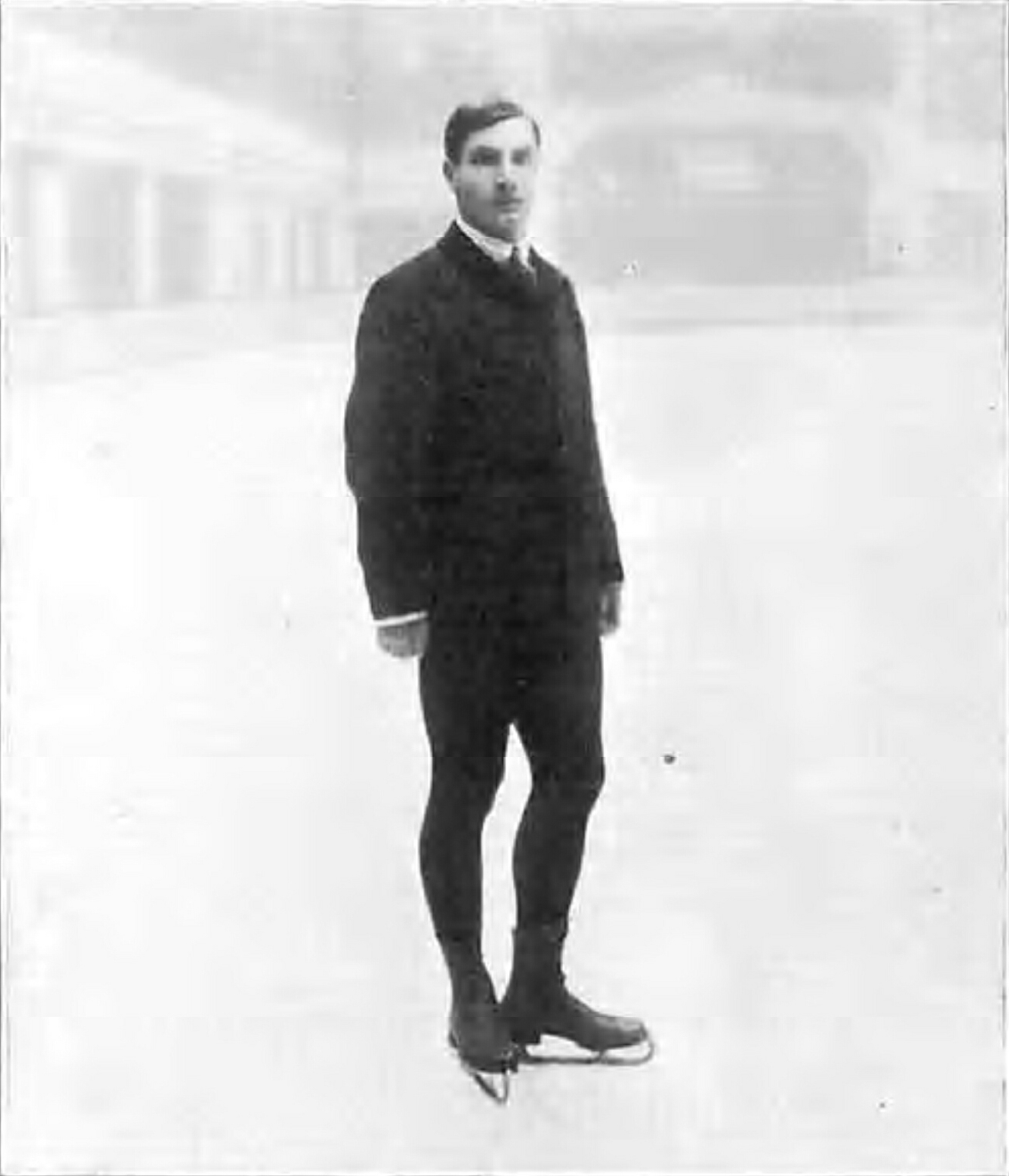
Ulrich Salchow var den förste olympiske guldmedaljören i herrarnas singelåkning.

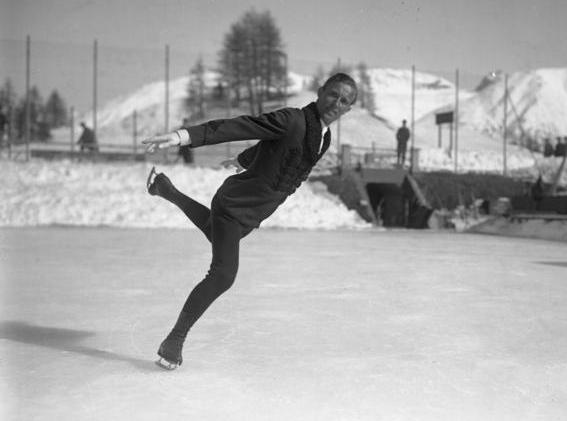
Gillis Grafström under spelen 1928 där han vann sitt tredje raka guld.

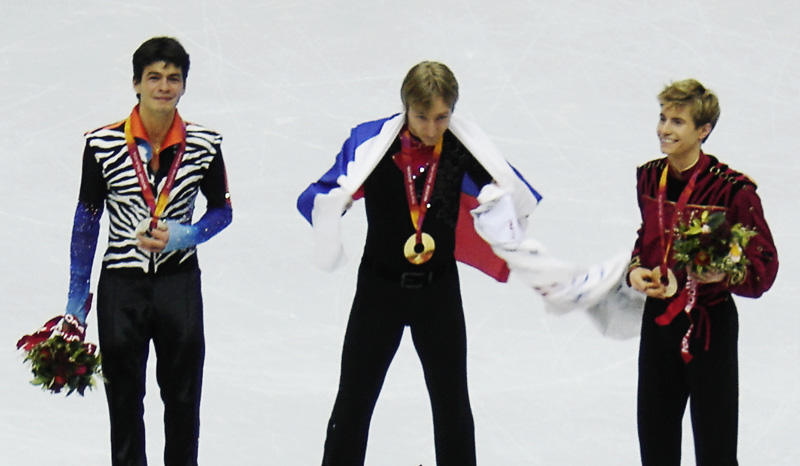
Medaljörerna i herrarnas singelåkning 2006, från vänster till höger: Stéphane Lambiel (silver), Jevgenij Plusjenko (guld), and Jeffrey Buttle (brons).

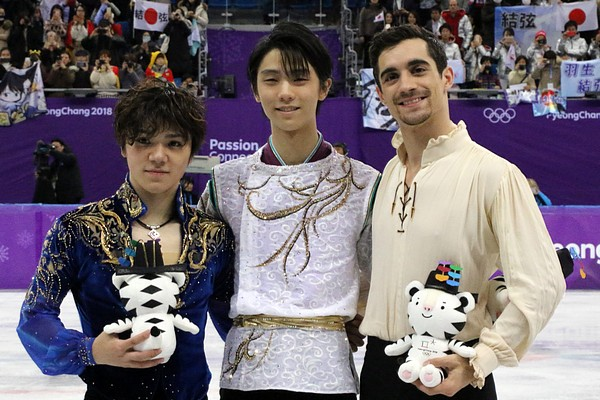
2018 tog Yuzuru Hanyu (mitten) guld, Shoma Uno (t.v.) silver och Javier Fernández (t.h.) brons.

| Spel                                    | Guld                                         | Silver                                | Brons                                 |
| London 1908 Detaljer...                 | Ulrich Salchow Sverige                       | Richard Johansson Sverige             | Per Thorén Sverige                    |
| Stockholm 1912                          | ingick ej på det olympiska programmet        | ingick ej på det olympiska programmet | ingick ej på det olympiska programmet |
| Antwerpen 1920 Detaljer...              | Gillis Grafström Sverige                     | Andreas Krogh Norge                   | Martin Stixrud Norge                  |
| Chamonix 1924 Detaljer...               | Gillis Grafström Sverige                     | Willy Böckl Österrike                 | Georges Gautschi Schweiz              |
| Sankt Moritz 1928 Detaljer...           | Gillis Grafström Sverige                     | Willy Böckl Österrike                 | Robert Van Zeebroeck Belgien          |
| Lake Placid 1932 Detaljer...            | Karl Schäfer Österrike                       | Gillis Grafström Sverige              | Montgomery Wilson Kanada              |
| Garmisch-Partenkirchen 1936 Detaljer... | Karl Schäfer Österrike                       | Ernst Baier Tyskland                  | Felix Kaspar Österrike                |
| Sankt Moritz 1948 Detaljer...           | Dick Button USA                              | Hans Gerschwiler Schweiz              | Edi Rada Österrike                    |
| Oslo 1952 Detaljer...                   | Dick Button USA                              | Helmut Seibt Österrike                | James Grogan USA                      |
| Cortina d'Ampezzo 1956 Detaljer...      | Hayes Alan Jenkins USA                       | Ronnie Robertson USA                  | David Jenkins USA                     |
| Squaw Valley 1960 Detaljer...           | David Jenkins USA                            | Karol Divin Tjeckoslovakien           | Donald Jackson Kanada                 |
| Innsbruck 1964 Detaljer...              | Manfred Schnelldorfer Tysklands förenade lag | Alain Calmat Frankrike                | Scott Allen USA                       |
| Grenoble 1968 Detaljer...               | Wolfgang Schwarz Österrike                   | Timothy Wood USA                      | Patrick Pera Frankrike                |
| Sapporo 1972 Detaljer...                | Ondrej Nepela Tjeckoslovakien                | Sergej Tjetveruchin Sovjetunionen     | Patrick Pera Frankrike                |
| Innsbruck 1976 Detaljer...              | John Curry Storbritannien                    | Vladimir Kovalev Sovjetunionen        | Toller Cranston Kanada                |
| Lake Placid 1980 Detaljer...            | Robin Cousins Storbritannien                 | Jan Hoffmann Östtyskland              | Charles Tickner USA                   |
| Sarajevo 1984 Detaljer...               | Scott Hamilton USA                           | Brian Orser Kanada                    | Jozef Sabovčík Tjeckoslovakien        |
| Calgary 1988 Detaljer...                | Brian Boitano USA                            | Brian Orser Kanada                    | Viktor Petrenko Sovjetunionen         |
| Albertville 1992 Detaljer...            | Viktor Petrenko OSS                          | Paul Wylie USA                        | Petr Barna Tjeckoslovakien            |
| Lillehammer 1994 Detaljer...            | Aleksej Urmanov Ryssland                     | Elvis Stojko Kanada                   | Philippe Candeloro Frankrike          |
| Nagano 1998 Detaljer...                 | Ilja Kulik Ryssland                          | Elvis Stojko Kanada                   | Philippe Candeloro Frankrike          |
| Salt Lake City 2002 Detaljer...         | Aleksej Jagudin Ryssland                     | Jevgenij Plusjenko Ryssland           | Timothy Goebel USA                    |
| Turin 2006 Detaljer...                  | Jevgenij Plusjenko Ryssland                  | Stéphane Lambiel Schweiz              | Jeffrey Buttle Kanada                 |
| Vancouver 2010 Detaljer...              | Evan Lysacek USA                             | Jevgenij Plusjenko Ryssland           | Daisuke Takahashi Japan               |
| Sotji 2014 Detaljer...                  | Yuzuru Hanyu Japan                           | Patrick Chan Kanada                   | Denis Ten Kazakstan                   |
| Pyeongchang 2018 Detaljer...            | Yuzuru Hanyu Japan                           | Shoma Uno Japan                       | Javier Fernández Spanien              |
| Peking 2022 Detaljer...                 | Nathan Chen USA                              | Yuma Kagiyama Japan                   | Shoma Uno Japan                       |

## Herrarnas specialprogram

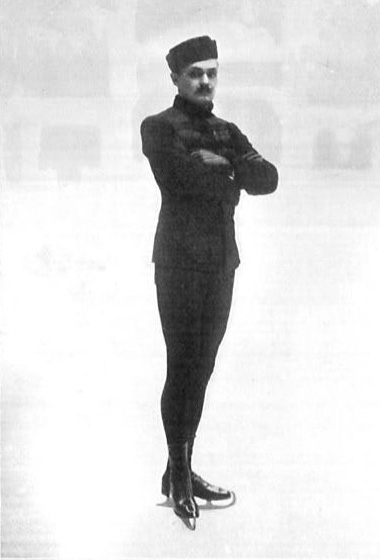
Nikolaj Panin, den ende guldmedaljören i specialprogram.

| Spel                    | Guld                               | Silver                        | Brons                            |
| London 1908 Detaljer... | Nikolaj Panin Kejsardömet Ryssland | Arthur Cumming Storbritannien | Geoffrey Hall-Say Storbritannien |

## Paråkning

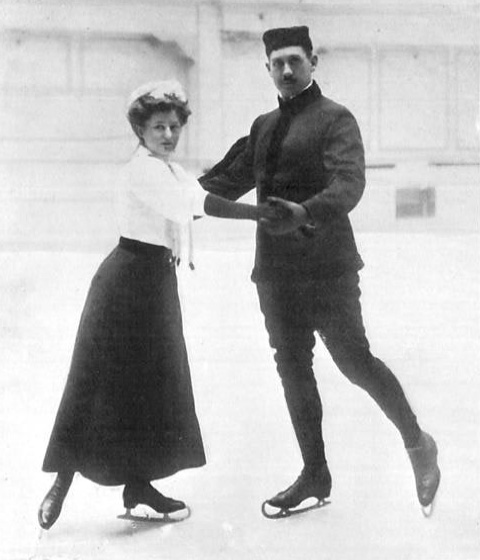
Anna Hübler och Heinrich Burger vann de första guldmedaljerna i paråkning 1908.

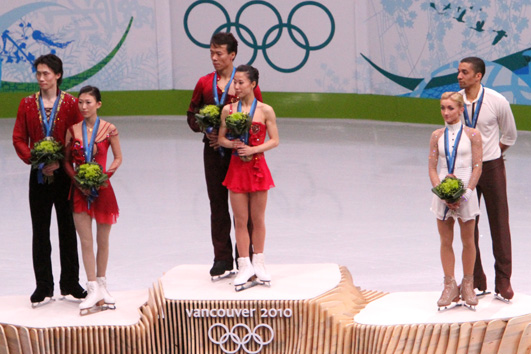
Medaljörerna i paråkning 2010.

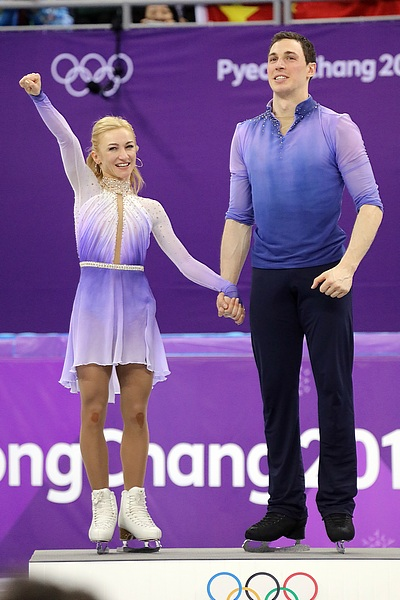
Aljona Savchenko och Bruno Massot på prispallen vid vinterspelen 2018.

| Spel                                    | Guld                                                                                | Silver                                                                        | Brons                                            |
| London 1908 Detaljer...                 | Anna Hübler och Heinrich Burger (GER)                                               | Phyllis Johnson och James H. Johnson (GBR)                                    | Madge Syers och Edgar Syers (GBR)                |
| Stockholm 1912                          | ingick ej på det olympiska programmet                                               | ingick ej på det olympiska programmet                                         | ingick ej på det olympiska programmet            |
| Antwerpen 1920 Detaljer...              | Ludowika Jakobsson och Walter Jakobsson (FIN)                                       | Alexia Bryn och Yngvar Bryn (NOR)                                             | Phyllis Johnson och Basil Williams (GBR)         |
| Chamonix 1924 Detaljer...               | Helene Engelmann och Alfred Berger (AUT)                                            | Ludowika Jakobsson och Walter Jakobsson (FIN)                                 | Andrée Joly och Pierre Brunet (FRA)              |
| Sankt Moritz 1928 Detaljer...           | Andrée Joly och Pierre Brunet (FRA)                                                 | Lilly Scholz och Otto Kaiser (AUT)                                            | Melitta Brunner och Ludwig Wrede (AUT)           |
| Lake Placid 1932 Detaljer...            | Andrée Brunet och Pierre Brunet (FRA)                                               | Beatrix Loughran och Sherwin Badger (USA)                                     | Emília Rotter och László Szollás (HUN)           |
| Garmisch-Partenkirchen 1936 Detaljer... | Maxi Herber och Ernst Baier (GER)                                                   | Ilse Pausin och Erik Pausin (AUT)                                             | Emília Rotter och László Szollás (HUN)           |
| Sankt Moritz 1948 Detaljer...           | Micheline Lannoy och Pierre Baugniet (BEL)                                          | Andrea Kékesy och Ede Király (HUN)                                            | Suzanne Morrow och Wallace Diestelmeyer (CAN)    |
| Oslo 1952 Detaljer...                   | Ria Falk och Paul Falk (GER)                                                        | Karol Kennedy och Peter Kennedy (USA)                                         | Marianna Nagy och László Nagy (HUN)              |
| Cortina d'Ampezzo 1956 Detaljer...      | Sissy Schwarz och Kurt Oppelt (AUT)                                                 | Frances Dafoe och Norris Bowden (CAN)                                         | Marianna Nagy och László Nagy (HUN)              |
| Squaw Valley 1960 Detaljer...           | Barbara Wagner och Robert Paul (CAN)                                                | Marika Kilius och Hans-Jürgen Bäumler (EUA)                                   | Nancy Ludington och Ronald Ludington (USA)       |
| Innsbruck 1964 Detaljer...              | Ljudmila Belousova och Oleg Protopopov (URS)                                        | Marika Kilius och Hans-Jürgen Bäumler (EUA) Debbi Wilkes och Guy Revell (CAN) | Vivian Joseph och Ronald Joseph (USA)            |
| Grenoble 1968 Detaljer...               | Ljudmila Belousova och Oleg Protopopov (URS)                                        | Tatjana Zjuk och Aleksandr Gorelik (URS)                                      | Margot Glockshuber och Wolfgang Danne (FRG)      |
| Sapporo 1972 Detaljer...                | Irina Rodnina och Aleksej Ulanov (URS)                                              | Ljudmila Smirnova och Andrej Surajkin (URS)                                   | Manuela Groß och Uwe Kagelmann (GDR)             |
| Innsbruck 1976 Detaljer...              | Irina Rodnina och Aleksandr Zajtsev (URS)                                           | Romy Kermer och Rolf Österreich (GDR)                                         | Manuela Groß och Uwe Kagelmann (GDR)             |
| Lake Placid 1980 Detaljer...            | Irina Rodnina och Aleksandr Zajtsev (URS)                                           | Marina Tjerkasova och Sergej Sjachraj (URS)                                   | Manuela Mager och Uwe Bewersdorf (GDR)           |
| Sarajevo 1984 Detaljer...               | Jelena Valova och Oleg Vasiljev (URS)                                               | Kitty Carruthers och Peter Carruthers (USA)                                   | Larisa Seleznjova och Oleg Makarov (URS)         |
| Calgary 1988 Detaljer...                | Jekaterina Gordejeva och Sergej Grinkov (URS)                                       | Jelena Valova och Oleg Vasiljev (URS)                                         | Jill Watson och Peter Oppegard (USA)             |
| Albertville 1992 Detaljer...            | Natalja Mysjkutionok och Artur Dmitrijev (EUN)                                      | Jelena Betjke och Denis Petrov (EUN)                                          | Isabelle Brasseur och Lloyd Eisler (CAN)         |
| Lillehammer 1994 Detaljer...            | Jekaterina Gordejeva och Sergej Grinkov (RUS)                                       | Natalja Mysjkutionok och Artur Dmitrijev (RUS)                                | Isabelle Brasseur och Lloyd Eisler (CAN)         |
| Nagano 1998 Detaljer...                 | Oksana Kazakova och Artur Dmitrijev (RUS)                                           | Jelena Berezjnaja och Anton Sicharulidze (RUS)                                | Mandy Wötzel och Ingo Steuer (GER)               |
| Salt Lake City 2002 Detaljer...         | Jelena Berezjnaja och Anton Sicharulidze (RUS) Jamie Salé och David Pelletier (CAN) | Ej utdelad                                                                    | Shen Xue och Zhao Hongbo (CHN)                   |
| Turin 2006 Detaljer...                  | Tatiana Totmjanina och Maksim Marinin (RUS)                                         | Zhang Dan och Zhang Hao (CHN)                                                 | Shen Xue och Zhao Hongbo (CHN)                   |
| Vancouver 2010 Detaljer...              | Shen Xue och Zhao Hongbo (CHN)                                                      | Pang Qing och Tong Jian (CHN)                                                 | Aljona Savchenko och Robin Szolkowy (GER)        |
| Sotji 2014 Detaljer...                  | Tatjana Volosozjar och Maksim Trankov (RUS)                                         | Ksenija Stolbova och Fjodor Klimov (RUS)                                      | Aljona Savchenko och Robin Szolkowy (GER)        |
| Pyeongchang 2018 Detaljer...            | Aljona Savchenko och Bruno Massot (GER)                                             | Sui Wenjing och Han Cong (CHN)                                                | Meagan Duhamel och Eric Radford (CAN)            |
| Peking 2022 Detaljer...                 | Sui Wenjing och Han Cong (CHN)                                                      | Jevgenija Tarasova och Vladimir Morozov (ROC)                                 | Anastasija Misjina och Aleksandr Galliamov (ROC) |

## Isdans

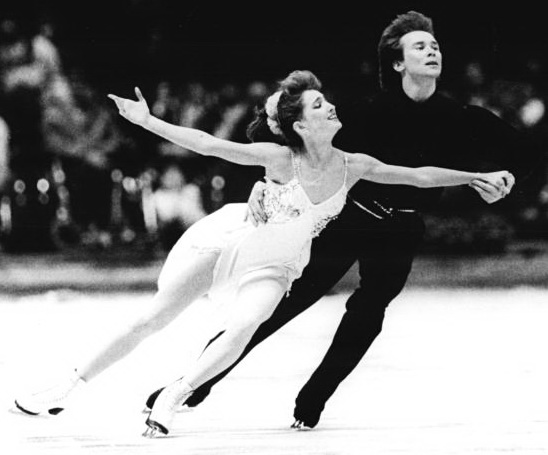
Marina Klimova och Sergej Ponomarenko tog brons 1984, silver 1988 och guld 1992.

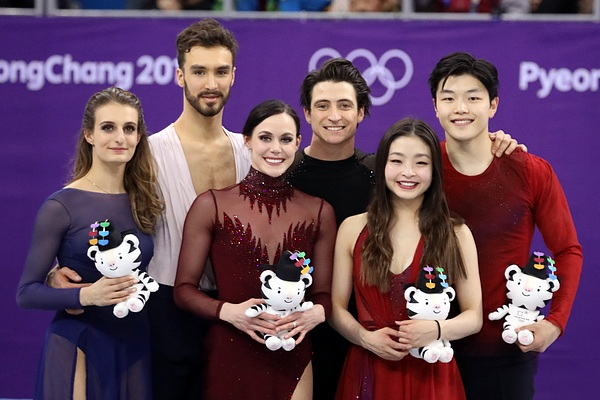
Medaljörerna i isdans 2018.

| Spel                            | Guld                                            | Silver                                          | Brons                                           |
| Innsbruck 1976 Detaljer...      | Ljudmila Pachomova och Aleksandr Gorsjkov (URS) | Irina Moisejeva och Andrej Minenkov (URS)       | Colleen O'Connor och James Millns (USA)         |
| Lake Placid 1980 Detaljer...    | Natalja Linitjuk och Gennadij Karponosov (URS)  | Krisztina Regőczy och András Sallay (HUN)       | Irina Moisejeva och Andrej Minenkov (URS)       |
| Sarajevo 1984 Detaljer...       | Jayne Torvill och Christopher Dean (GBR)        | Natalja Bestemjanova och Andrej Bukin (URS)     | Marina Klimova och Sergej Ponomarenko (URS)     |
| Calgary 1988 Detaljer...        | Natalja Bestemjanova och Andrej Bukin (URS)     | Marina Klimova och Sergej Ponomarenko (URS)     | Tracy Wilson och Robert McCall (CAN)            |
| Albertville 1992 Detaljer...    | Marina Klimova och Sergej Ponomarenko (EUN)     | Isabelle Duchesnay och Paul Duchesnay (FRA)     | Maija Usova och Aleksander Zjulin (EUN)         |
| Lillehammer 1994 Detaljer...    | Oksana Grisjuk och Jevgenij Platov (RUS)        | Maija Usova och Aleksander Zjulin (RUS)         | Jayne Torvill och Christopher Dean (GBR)        |
| Nagano 1998 Detaljer...         | Oksana Grisjuk och Jevgenij Platov (RUS)        | Anzjelika Krylova och Oleg Ovsjannikov (RUS)    | Marina Anissina och Gwendal Peizerat (FRA)      |
| Salt Lake City 2002 Detaljer... | Marina Anissina och Gwendal Peizerat (FRA)      | Irina Lobatjeva och Ilja Averbuch (RUS)         | Barbara Fusar-Poli och Maurizio Margaglio (ITA) |
| Turin 2006 Detaljer...          | Tatiana Navka och Roman Kostomarov (RUS)        | Tanith Belbin och Benjamin Agosto (USA)         | Jelena Grusjina och Ruslan Gontjarov (UKR)      |
| Vancouver 2010 Detaljer...      | Tessa Virtue och Scott Moir (CAN)               | Meryl Davis och Charlie White (USA)             | Oksana Domnina och Maksim Sjabalin (RUS)        |
| Sotji 2014 Detaljer...          | Meryl Davis och Charlie White (USA)             | Tessa Virtue och Scott Moir (CAN)               | Jelena Ilinych och Nikita Katsalapov (RUS)      |
| Pyeongchang 2018 Detaljer...    | Tessa Virtue och Scott Moir (CAN)               | Gabriella Papadakis och Guillaume Cizeron (FRA) | Maia Shibutani och Alex Shibutani (USA)         |
| Peking 2022 Detaljer...         | Gabriella Papadakis och Guillaume Cizeron (FRA) | Viktorija Sinitsina och Nikita Katsalapov (ROC) | Madison Hubbell och Zachary Donohue (USA)       |

## Lagtävling
| Spel                         | Guld | Silver | Brons |
| Sotji 2014 Detaljer...       | Ryssland Jevgenij Plusjenko Julia Lipnitskaja Tatjana Volosozjar* Maksim Trankov* Ksenija Stolbova** Fjodor Klimov** Jekaterina Bobrova* Dmitrij Solovjov* Jelena Ilinych** Nikita Katsalapov** | Kanada Patrick Chan* Kevin Reynolds** Kaetlyn Osmond Meagan Duhamel* Eric Radford* Kirsten Moore-Towers** Dylan Moscovitch** Tessa Virtue Scott Moir                                                     | USA Jeremy Abbott* Jason Brown** Ashley Wagner* Gracie Gold** Marissa Castelli Simon Shnapir Meryl Davis Charlie White          |
| Pyeongchang 2018 Detaljer... | Kanada Patrick Chan Kaetlyn Osmond* Gabrielle Daleman** Meagan Duhamel Eric Radford Tessa Virtue Scott Moir                                                                                     | Olympiska idrottare från Ryssland Michail Koljada Jevgenija Medvedeva* Alina Zagitova** Jevgenija Tarasova* Vladimir Morozov* Natalja Zabijako** Aleksander Enbert** Jekaterina Bobrova Dmitrij Solovjov | USA Nathan Chen* Adam Rippon** Bradie Tennell* Mirai Nagasu** Alexa Scimeca Knierim Chris Knierim Maia Shibutani Alex Shibutani |
| Peking 2022 Detaljer...      | ROC Mark Kondratjuk Kamila Valijeva Anastasija Misjina Aleksandr Galliamov Viktorija Sinitsina Nikita Katsalapov                                                                                | USA Nathan Chen* Vincent Zhou** Karen Chen Alexa Knierim Brandon Frazier Madison Hubbell* Zachary Donohue* Madison Chock** Evan Bates**                                                                  | Japan Shoma Uno* Yuma Kagiyama** Wakaba Higuchi* Kaori Sakamoto** Riku Miura Ryuichi Kihara Misato Komatsubara Tim Koleto       |

*  Åkare som enbart tävlade i kortprogram/rytmdans.

**  Åkare som enbart tävlade i friåkning/fridans.

## Flest medaljer

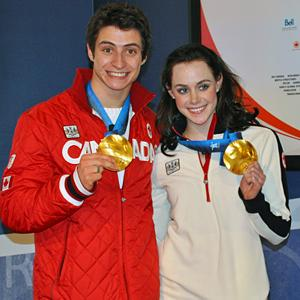
Isdansarna Tessa Virtue och Scott Moir har tagit flest konståkningsmedaljer, tre guld och två silver.

Konståkare som vunnit tre eller fler medaljer listas nedan:
| Åkare                               | Nation            | Gren                  | OS         | Guld | Silver | Brons | Totalt |
| ----------------------------------- | ----------------- | --------------------- | ---------- | ---- | ------ | ----- | ------ |
| Tessa Virtue / Scott Moir           | Kanada            | isdans & lag          | 2010–2018  | 3    | 2      | 0     | 5      |
| Gillis Grafström                    | Sverige           | herrsingel            | 1920–1932  | 3    | 1      | 0     | 4      |
| Sonja Henie                         | Norge             | damsingel             | 1928–1936  | 3    | 0      | 0     | 3      |
| Irina Rodnina                       | Sovjetunionen     | paråkning             | 1972–1980  | 3    | 0      | 0     | 3      |
| Jevgenij Plusjenko                  | Ryssland          | herrsingel & lag      | 2002–2014  | 2    | 2      | 0     | 4      |
| Nikita Katsalapov                   | Ryssland ROC      | isdans & lag          | 2014, 2022 | 2    | 1      | 1     | 4      |
| Artur Dmitrijev                     | OSS Ryssland      | paråkning             | 1992–1998  | 2    | 1      | 0     | 3      |
| Andrée Brunet / Pierre Brunet       | Frankrike         | paråkning             | 1924–1932  | 2    | 1      | 0     | 3      |
| Patrick Chan                        | Kanada            | herrsingel & lag      | 2014–2018  | 1    | 2      | 0     | 3      |
| Marina Klimova / Sergej Ponomarenko | Sovjetunionen OSS | isdans                | 1984–1992  | 1    | 1      | 1     | 3      |
| Meryl Davis / Charlie White         | USA               | isdans & lag          | 2010–2014  | 1    | 1      | 1     | 3      |
| Meagan Duhamel / Eric Radford       | Kanada            | paråkning & lag       | 2014–2018  | 1    | 1      | 1     | 3      |
| Kaetlyn Osmond                      | Kanada            | damsingel & lag       | 2014–2018  | 1    | 1      | 1     | 3      |
| Nathan Chen                         | USA               | herrsingel & lag      | 2018–2022  | 1    | 1      | 1     | 3      |
| Shen Xue / Zhao Hongbo              | Kina              | paråkning             | 2002–2010  | 1    | 0      | 2     | 3      |
| Aljona Savchenko                    | Tyskland          | paråkning             | 2010–2018  | 1    | 0      | 2     | 3      |
| Beatrix Loughran                    | USA               | damsingel & paråkning | 1924–1932  | 0    | 2      | 1     | 3      |
| Shoma Uno                           | Japan             | herrsingel & lag      | 2018–2022  | 0    | 1      | 2     | 3      |

### Allmänna källor
- Internationella olympiska kommitténs resultatdatabas
- Olympedia
  - Singelåkning: Damer Herrar
  - Paråkning Isdans Lagtävling